# Hannas (ort)
Hannas är en småort och kyrkby i Hannas socken i Simrishamns kommun i Skåne. Orten ligger på Österlen sydväst om Hammenhög mellan Simrishamn och Ystad vid riksväg 9.
I byn ligger Hannas kyrka.

## Befolkningsutveckling
| Befolkningsutvecklingen i Hannas 1990–2015                      | Befolkningsutvecklingen i Hannas 1990–2015 | Befolkningsutvecklingen i Hannas 1990–2015 | Befolkningsutvecklingen i Hannas 1990–2015 | Befolkningsutvecklingen i Hannas 1990–2015 |
| --------------------------------------------------------------- | ------------------------------------------ | ------------------------------------------ | ------------------------------------------ | ------------------------------------------ |
|                                                                 |                                            |                                            |                                            |                                            |
| År                                                              |                                            |                                            | Folkmängd                                  | Areal (ha)                                 |
| 1990                                                            | 1990                                       |                                            | 55                                         | 17#                                        |
| 1995                                                            | 1995                                       |                                            | 52                                         | 18#                                        |
| 2015                                                            | 2015                                       |                                            | 54                                         | 39#                                        |
| Anm.: Upphörde som småort 2000, åter småort 2015. # Som småort. |                                            |                                            |                                            |                                            |